# Radioterapia de intensidad modulada
La radioterapia de intensidad modulada (IMRT, Intensity-modulated radiotherapy ) es un conjunto de técnicas de radioterapia externa, mediante haces de radiación de intensidad variable que permite concentrar de forma muy precisa la dosis en el volumen tumoral y reducirla en los tejidos sanos. Constituye una evolución tecnológica de la Radioterapia conformada en tres dimensiones.
La tecnología IMRT optimiza la intensidad de la radiación por medio de sofisticados programas informáticos y potentes ordenadores para maximizar la dosis en el tumor y minimizar la dosis en los tejidos normales. Esto requiere la colaboración en equipo entre el oncólogo radioterápico, radiofísicos o físicos médicos, dosimetristas y radioterapeutas o técnicos de radioterapia.

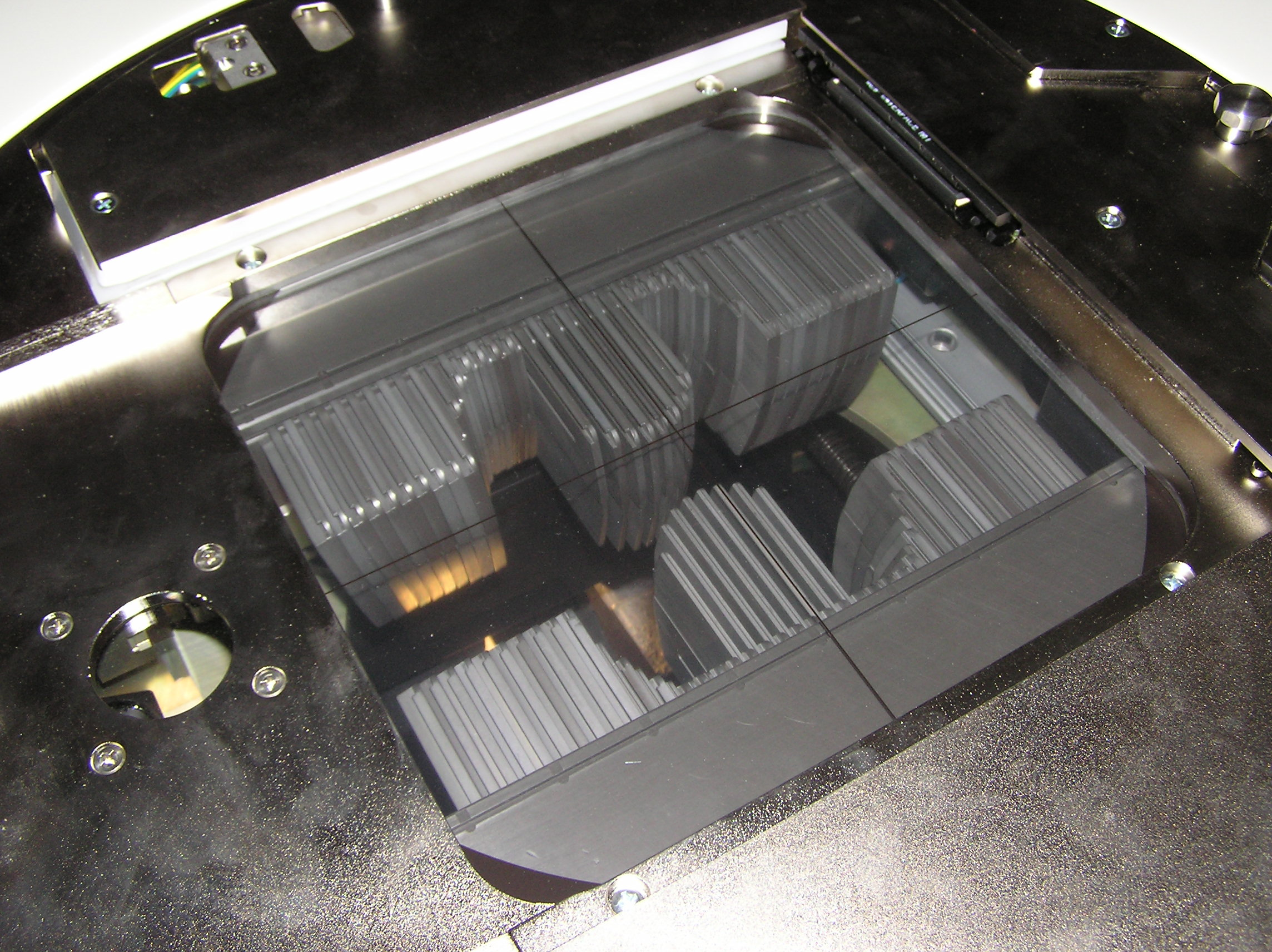
Colimador multiláminas

La IMRT se ha basado en dos pilares fundamentales: la planificación inversa y el desarrollo del colimador multiláminas.

## Principios de la IMRT
En Oncología, la radioterapia es junto con la cirugía, el tratamiento más efectivo para erradicar la mayoría de los tumores localizados. El conjunto de avances tecnológicos de la radioterapia conformada tridimensional permiten obtener mejores resultados que la radioterapia clásica (RT2D) por tres axiomas:
1. Dosis más altas de irradiación aumentan el control locorregional de la enfermedad demostrado en algunos estudios prospectivos y muchos retrospectivos en localizaciones tumorales como próstata, pulmón y cabeza y cuello.
2. Un mayor control locorregional está correlacionado con aumento de la supervivencia porque tanto la persistencia como la recidiva del tumor primario tratado está relacionado con la presencia de metástasis y disminución de la supervivencia.
3. La RT3D permite administrar dosis más altas de irradiación al volumen tumoral disminuyendo los efectos secundarios a largo plazo, pero en muchos casos el efecto beneficioso de la radioterapia es anulado por las complicaciones producidas en los tejidos sanos adyacentes. Si se consigue disminuir el volumen de los tejidos no tumorales que recibe dosis altas de radiación, se presentan menos efectos tóxicos y se mantiene el efecto terapéutico.

Estos tres objetivos son superados por la IMRT que es la evolución tecnológica de la RT3D basada en el uso de haces de irradiación optimizados mediante incidencias de campos con intensidad de dosis no uniformes adaptadas al volumen diana. Las características que definen a la IMRT son:
- La IMRT utiliza una intensidad de irradiación no uniforme en pequeñas subunidades del campo de irradiación denominadas "beamlets" de tal manera que la distribución óptima de los "beamlets" dentro de cada campo de irradiación permite un control de la fluencia de la radiación generando una mejor adaptación o conformación de la dosis al volumen de tratamiento.[3] La inhomogeneidad causada por la "no uniforme intensidad del haz de irradiación provocada intencionalmente" es compensada por los haces de radiación no uniformes de otras direcciones".[4] El resultado final de la IMRT es una super-conformación en la distribución de las dosis altas de irradiación, es decir, que la dosis se adapta de una manera más precisa a la forma tridimensional del volumen tumoral y así disminuir potencialmente la toxicidad sobre los tejidos sanos y en último término, aumentar el control local tumoral.
- La IMRT mejora la capacidad de adaptar la distribución de dosis de irradiación a volúmenes tumorales cóncavos, convexos e irregulares por ejemplo, cuando el tumor envuelve una estructura crítica limitante de dosis como la médula espinal, órganos importante como corazón, hígado, pulmones, intestino o  un vaso sanguíneo entre otros. Así la dosis de prescripción o de tratamiento está confinada al volumen del tumor, mientras que la radiación entre los tejidos normales vecinos se reduce o se evita en gran medida por el alto gradiente de dosis. Por tanto, la ventaja fundamental que aporta la IMRT es la reducción del volumen del tejido sano expuesto a dosis altas de irradiación que permite aumentar la dosis en el volumen tumoral,[5] mejorando el índice terapéutico.
- Definición precisa de las regiones de interés: El oncólogo radioterápico debe delimitar los contornos anatómicos de todos los volúmenes de cada una de las localizaciones (ROI, region of interest) como tumor primario (GTV, gross tumor volume), regiones de enfermedad microscópica (CTV, clinical tumor volume) y órganos de riesgo (OAR, organ at risk) con suma precisión, especificar la dosis total y por sesión que se quiere administrar o restringir a cada uno de estos volúmenes, puesto que la dosis prescrita se adapta al volumen de tratamiento.

- Planificación inversa: La unidad mínima de área de irradiación que se puede controlar individualmente se llama beamlet. La distribución de intensidad de los beamlets en un campo de irradiación se llama mapa de intensidad. Por ejemplo, en el caso de un campo de tamaño 10  × 10 cm, la modulación de intensidad posible para 100 haces diferentes de 1 × 1 cm, y en el caso de un tratamiento de 5 campos, esta suma alcanza 500 beamlets para los cuales la intensidad debe asignarse individualmente. Como es inviable para los planificadores de tratamientos convencionales, la optimización informática es necesaria mediante planificación inversa. En los tratamientos con IMRT se utilizan unos sistemas informáticos de planificación inversa con complejos algoritmos matemáticos de optimización, que generan unos campos de tratamientos con perfiles de intensidad variable lo más ajustado posible a los criterios predefinidos por el especialista (oncólogo radioterápico y radiofísico) respecto a la distribución de dosis en el tumor y los órganos de riesgo vecinos (constrains), con unas rangos de posible violación de la dosis prescritas (penalties) especificadas para cada tipo de tumor y órganos de riesgo en función de la situación clínica de cada paciente.[6] La computadora genera secuencialmente diferentes planes (iteraciones) con modulación de la intensidad, analizándose cada uno de ellos de acuerdo con el cumplimiento de los criterios de dosis y restricciones introducidos inicialmente.

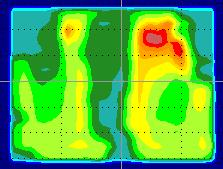
Matriz de fluencia de un solo campo de IMRT

- Control de calidad en la verificación de la dosis: La comprobación de manera sencilla de los cálculos de la planificación inversa, de la misma forma como se hace en radioterapia convencional con campos sin modular (RT3D), no es factible y se necesita una verificación individualizada del plan de tratamiento aceptada de cada paciente, comprobando distribuciones relativas y  valores absolutos de las dosis calculadas y medidas.[7] La verificación de la distribución relativa se realiza mediante la inserción de placa radiográfica en un maniquí de plástico, aunque pueden emplearse maniquíes con densidad heterogénea que simule tejidos humanos como hueso o pulmón. El cálculo del valor absoluto de la dosis se realiza con una cámara de ionización en una serie de puntos.

- Homogeneidad de la dosis: El mayor control del gradiente en el volumen de tratamiento tiene dos ventajas:
  1. Obtener una alta homogeneidad de dosis en el volumen de tratamiento permite evitar tanto zonas infra-dosificadas (que disminuyen el control tumoral), como zonas sobre-dosificadas (que aumentan el riesgo de toxicidad).[8]
  2. Obtener diferentes niveles de dosis de forma simultánea: Los diferentes volúmenes blanco o de tratamiento (área de enfermedad macroscópica, área de enfermedad subclínica o tratamientos ganglionares electivos) necesitan diferentes dosis. Tradicionalmente esto se ha conseguido en RT3D convencional con irradiaciones secuenciales realizadas en diferentes fases del tratamiento y con planificaciones independientes. Con la IMRT, estas múltiples fases se pueden integrar en un único plan de tratamiento durante todo el curso de dicho tratamiento, como por ejemplo el boost (sobredosificación) integrado simultáneo (SIB, simultaneous integrated boost) y así reducir la duración total de un tratamiento de radioterapia fraccionada.[9] Esta estrategia puede tener también ventajas radiobiológicas, ya que mientras un área determinada recibirá una dosis/fracción moderada, en la misma sesión de tratamiento, otra zona estará recibiendo una dosis alta por fracción. Esto puede ser beneficioso si al tratar áreas de diferente radiosensibilidad en el mismo tumor (como por ejemplo,  las áreas hipóxicas que presentan menor radiosensibilidad) y junto con los avances en imagen funcional que determinan esas áreas de radiorresistencia, se puede optimizar la dosis de la planificación.[10]

## Inconvenientes de la IMRT
- Objetivos "en competencia" en el volumen de tratamiento: Las tres ventajas o posibilidades de la IMRT (conformación de la dosis, protección de los tejidos sanos y homogeneidad de la dosis), debido a la compleja geometría del tratamiento impide la realización simultánea de las tres, es decir, hay que dar una mayor o menor prioridad en el plan de tratamiento a la homogeneidad de dosis en el volumen blanco según el caso clínico. En general y debido a las ventajas que se pueden obtener en regiones anatómicas con geometrías difíciles, se prefiere la mayor conformación con aumento en la prescripción de dosis, asumiendo en consecuencia un aumento en la heterogeneidad dosimétrica, y teniendo en cuenta que permitir áreas de sobredosificación puede exponer al paciente a una severa toxicidad, y por el contrario zonas de infradosificación (generalmente próximas a OAR) pueden suponer una pérdida del control tumoral, no compensada por las áreas de sobredosificación.[11]
- Variabilidad del volumen blanco que pueden ser de cuatro tipos: 
  1. Variaciones inter-fracción: Son los cambios del volumen de tratamiento entre una fracción o sesión de radioterapia y la siguiente por la variabilidad del posicionamiento del paciente de un día para otro o por cambios anatómicos como el adelgazamiento. Las variaciones inter-fracción pueden solucionarse en gran parte con la Radioterapia guiada por imagen (IGRT, Image-guided Radiation Therapy).[12]
  2. Variaciones intra-fracción: Son las variaciones en la localización del volumen blanco durante el curso de una sesión de tratamiento, como por ejemplo, por movimientos respiratorios. Las variaciones intra-fracción también pueden solventarse con medidas de control del movimiento respiratorio, llenado de órganos, fiduciales implantables intratumorales, transpondedores que guían al haz de radiación.[13]
  3. Cambios de las características físicas y radiobiológicas del tumor. Este inconveniente podrá resolverse con la mejora de las pruebas funcionales de imagen como el PET con marcadores concretos como (18F)Fluoroerythronitroimidazol, que detecta zonas hipóxicas dentro del tumor, mejor conocimiento de los biomarcadores tumorales y la utilización de radiación de alta LET como la terapia con  hadrones. El dose painting es la prescripción de una distribución de dosis de radiación no uniforme al volumen objetivo dentro del volumen tumoral, basado en imágenes funcionales o moleculares que han demostrado ser indicativas del riesgo local de recaída.[10]
  4. Error en la delimitación de volúmenes: Con la IMRT se genera un alto gradiente de dosis entre el volumen diana y el tejido adyacente, haciendo especialmente crítica una buena delimitación de los volúmenes en la planificación. El volumen tratado con IMRT es completamente dependiente de una buena delimitación  del volumen blanco por parte del Oncólogo Radioterápico.

- Aumento de las unidades de monitor: El paciente debe permanecer más tiempo recibiendo la sesión de RT para alcanzar una dosis similar que sin IMRT, con el consiguiente aumento de la radiación dispersa y de la transmisión a través de los sistemas de conformación del haz como el colimador multiláminas (CML). Este aumento de radiación dispersa de baja dosis aumenta el riesgo de tumores radioinducidos a largo plazo,[14] pero todavía no se ha podido demostrar. Con modalidades eficientes de IMRT, como la Arcoterapia volumétrica modulada (VMAT, Volumetric modulated arc therapy),[15] se reduce a más de la mitad el tiempo de la sesión de radioterapia.

- Falta de precisión de la tecnología de la imagen en la definición de la verdadera extensión del tumor y de las características radiobiológicas, así como las de los tejidos sanos.
- Técnica difícil de implementar porque requiere un control estricto en la gestión de la calidad tanto en su implantación como en el uso rutinario clínico.

## Utilidad de la IMRT
A partir de 2010 prácticamente todos los aceleradores lineales fabricados tienen incorporada la posibilidad de administrar IMRT, hasta el punto de que la mayoría de los servicios de Oncología Radioterápica tienen implementada la IMRT. A partir de 1990 los tratamientos de IMRT se limitaban al cáncer de próstata y a los tumores de cabeza y cuello por la irregularidad de sus volúmenes de tratamiento, por la proximidad de órganos críticos o por su incidencia en la población general. A partir de 2020 cualquier localización tumoral es susceptible y tiene beneficio terapéutico al tratar con IMRT frente a RT3D convencional.
La alta conformación y gradiente de la dosis que se consigue con IMRT con protección de los órganos de riesgo, permite utilizar la planificación inversa de la IMRT para administrar altas dosis al volumen tumoral en pocas fracciones en tratamientos ablativos como radiocirugía y radioterapia estereotáctica extracerebral.

## Historia de la IMRT y tipos de IMRT
El concepto y desarrollo teórico de la IMRT se inició durante los años 60 del siglo XX, pero no fue hasta las décadas de los años 80 y 90 cuando se dispuso comercialmente de los primeros sistemas de planificación capaces de soportar complejos algoritmos de planificación inversa. Existen diferentes técnicas de administración de la IMRT que han evolucionado desde los años 90, generalmente asociados a mejoras tecnológicas de informática e ingeniería de los aceleradores lineales. 

### Tomoterapia seriada
En 1994 se dispuso de la primera unidad de irradiación utilizada para la administración de IMRT denominada NOMOS Peacock. El sistema Peacock utiliza un dispositivo de modulación del haz de irradiación denominado multiwave intensity-modulating collimator (MIMiC) que es un colimador multiláminas (MLC) binario. El sistema administra o no la irradiación. El tratamiento se denominó tomoterapia seriada o secuencial, y utiliza giro continuo de gantry y desplazamientos longitudinales de la mesa de tratamiento.

### Tomoterapia helicoidal
La tomoterapia está comercializada a lo largo del mundo. El sistema fue desarrollado en 1992 en la Universidad de Wisconsin-Madison, como evolución y desarrollo del sistema NOMOS-MIMiC. Se diferencia de la tomoterapia seriada en la traslación de la mesa de tratamiento durante la irradiación que permite tratar campos grandes en una espiral. Además, la tomoterapia helicoidal tiene la capacidad de generar imágenes de TC y dosis durante el tratamiento.

### IMRT con compensadores

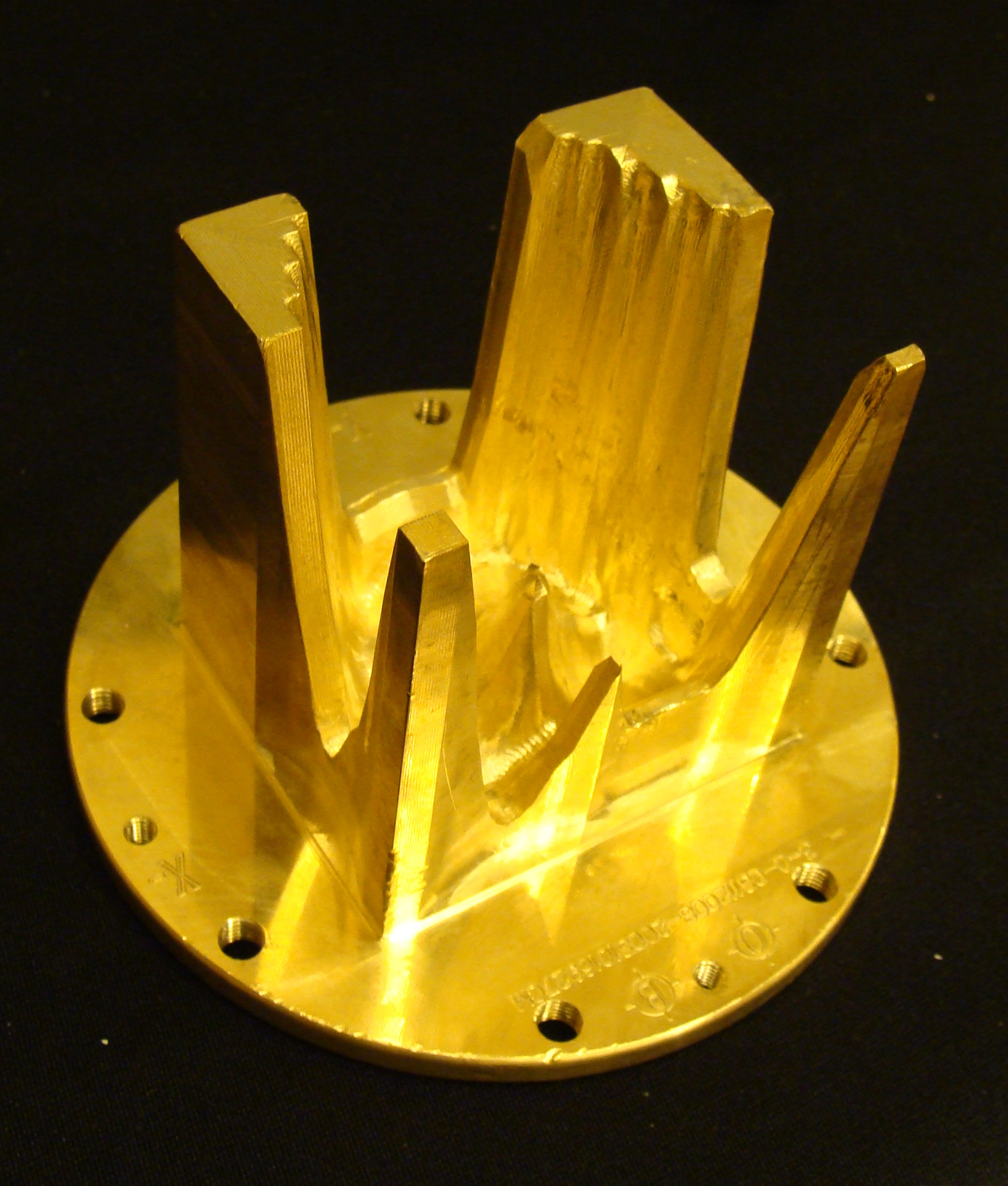
Compensador utilizado en IMRT de campos estáticos

Los compensadores son bloques de espesor variable en  cada punto, que se insertan en el cabezal del acelerador con objeto de generar el mapa de fluencias requerido para el tratamiento con campos fijos. Se fabrican con la aleación utilizada para la construcción de bloques protectores en radioterapia convencional. Tienen el inconveniente del equipo y tiempo necesario para su fabricación. Con el diseño de colimadores multiláminas cada vez más precisos y versátiles, la técnica de IMRT con compensadores está prácticamente abandonada.

### IMRT segmentada
También llamada step and shoot. Consigue la modulación de la fluencia del haz de irradiación dividiendo cada campo en varios subcampos o segmentos (beamlets). El acelerador configura el colimador multiláminas en las posiciones predefinidas para cada segmento y administra el número de unidades de monitor calculado en el planificador. Durante la transición entre segmentos, es decir, cuando se mueven las láminas de la posición de un segmento para conformar el siguiente, no se administra irradiación. El número de segmentos es muy variable, y oscila entre 30 y 100 dependiendo de la complejidad introducida al procedimiento. Debido a las paradas en la irradiación entre el cambio de un segmento a otro y el mayor tiempo empleado en la irradiación de segmentos pequeños, las sesiones de IMRT step and shoot son prolongadas, lo que aumenta las variaciones del volumen blanco intra-fracción por movimientos de los órganos internos o del propio paciente.

### IMRT dinámica
También denominada sliding window. Cada campo fijo modulado es definido mediante el movimiento a distinta velocidad de cada par de láminas de manera simultánea con la administración de irradiación por el acelerador. El tiempo de tratamiento es menor con respecto a la IMRT segmentada, pero confiere un control de calidad más exhaustivo del MLC, debiendo verificarse no solo las posiciones de las láminas sino también la velocidad de las mismas.

### VMAT: Arcoterapia volumétrica modulada
Basada en IMAT (intensity modulated arc-therapy), utiliza el movimiento continuo del gantry combinado con el colimador multiláminas (CML) dinámico. La conformación del campo por MLC cambia continuamente durante la rotación del gantry abarcando todo el volumen de tratamiento. La VMAT es la IMRT más versátil y eficiente al poder tratar volúmenes tumorales de tamaños y situaciones clínicas diferentes en pocos minutos por sesión. La mayoría de los aceleradores de nueva generación en 2020 tienen incorporada esta modalidad de IMRT.

### IMPT
La protonterapia de intensidad modulada (IMPT, Intensity modulated proton therapy) es una forma sofisticada de protonterapia análoga a la IMRT y un área activa de investigación en la atención del cáncer.
Los centros de protonterapia son mucho más caros de construir que las típicas instalaciones de radiación con fotones. Tradicionalmente, la construcción de estos centros cuesta cientos de millones de euros. Los diseños más compactos cuestan entre 22 millones de euros y 27 por sistema en 2016.